# Липенский сельсовет (Осиповичский район)
Ли́пенский сельсовет — административно-территориальная единица в составе Осиповичского района Могилёвской области Белоруссии. Административный центр — агрогородок Липень.

## География
Липенский сельсовет расположен в центральной части Осиповичского района и граничит с Вязьевским, Гродзянским, Свислочским сельсоветами Осиповичского района.

## История
Центром сельсовета является деревня Липень, которая расположена в 19 километрах от районного центра-города Осиповичи.
В 1980 году в д. Бозок установлен памятник погибшим мирным жителям в годы Великой Отечественной войны (496 человек).
В 1971 году в деревне Брицаловичи возведен мемориальный комплекс по увековечиванию памяти погибших (676 жителей деревни и 44 воинов и партизан). В 1975 году в деревне Липень установлен памятник на братской могиле погибших воинов и партизан.
В 1950 году на территории сельсовета путём объединения мелких хозяйств были образованы колхозы «Красное знамя» и имени 83 липенский Володарского (в 1992 году переименован в коллективное долевое хозяйство «Липень»).
Далее хозяйства были переименованы в сельскохозяйственные производственные кооперативы: СПК "Колхоз «Красное знамя» и СПК "Колхоз «Липень».
За хорошие показатели в работе коллективу СПК "Колхоз «Липень» было вручено Благодарственное письмо Президента Республики Беларусь.
СПК "Колхоз «Красное знамя» с 1975 года возглавляет Ровбель В. И. За многолетний добросовестный труд он награждён Почётной грамотой Верховного Совета БССР, медалью «За трудовую доблесть», орденами Трудового и Красного знамени, Ленина, «Знак почёта». В 2002 году Ровбель В. И. был награждён специальной премией Могилёвского облисполкома «Человек года».
В 2006 год] в деревне Липень велось строительство агрогородка. В 2007 году велось строительство агрогородка в деревне Вязовница.
Традиционно на территории сельсовета проводятся культурно-массовые мероприятия районного значения: «Ліпенскія шчадроўкі», День освобождения района от немецко-фашистских захватчиков на мемориальном комплексе в деревне Брицаловичи.
В 2007 году после капитального ремонта введено в эксплуатацию административное здание сельисполкома.

## Промышленность и сельское хозяйство
На территории сельсовета расположены:
- Липеньское лесничество
- Липеньский объединённый мастерский участок и базисный лесной питомник лесхоза
- Лесоучасток леспромхоза

## Социальная сфера
На территории сельсовета действуют Липеньский учебно-педагогический комплекс «Детский сад- средняя школа», Вязовницкий учебно-педагогический комплекс « Детский сад-базовая школа», Липеньский сельский Дом культуры, Вязовницкий сельский Дом культуры, Липеньская сельская библиотека, Вязовницкая сельская библиотека, Липеньская сельская врачебная амбулатория, Вязовницкий фельдшерско-акушерский пункт, аптека в агрогородке Липень, 4 магазина райпо, два отделения связи, филиал АСБ «Беларусбанк» в агрогородке Липень, 2 комплексно-приемных пункта.

## Состав
Липенский сельсовет включает 14 населённых пунктов:
- Бозок — деревня.
- Брицаловичи — деревня.
- Вязовница — агрогородок.
- Знаменка — деревня.
- Игнатовка — деревня.
- Лобковица — деревня.
- Липень — агрогородок.
- Малиновка — деревня.
- Нечье — деревня.
- Пасеки — деревня.
- Рафалин — деревня.
- Семировичи — деревня.
- Устиж — деревня.
- Химное — деревня.